# Sắn thuyền
Sắn thuyền (danh pháp hai phần: Syzygium polyanthum) còn gọi là sắn, sắn xảm thuyền, là một loài thực vật thuộc họ Đào kim nương (Myrtaceae).

## Đặc điểm
Sắn thuyền là cây gỗ cứng có kích thước trung bình, cao 5 – 10 m, có thể đến 30 m. Cây mảnh, không to, lúc đầu hơi dẹp, sau rồi tròn, màu nâu nhạt. Lá mọc đối, đơn, nhẵn; cuống lá có thể dài tới 12 mm; phiến lá hình thuôn hay bầu dục, kích thước 5–16 cm x 2,5–7 cm, bìa liền. Hoa mọc thành chùm, không cuống, lưỡng tính, màu trắng. Quả hình cầu, đường kính 2–3 mm, có thể đến 12 mm, khi chín có màu đỏ đậm hay đỏ tía pha đen. Mỗi quả có 1 hột, có một lớp nạc mềm bọc lấy hột.
Cây mọc hoang ở nhiều nơi. Chim ăn quả rải hột ở các loại địa hình. Ở vùng đồng bằng, cây phát triển rất tốt, to, cao. Ở vùng đất cao ráo, cây vẫn phát triển, vẫn có thể cho quả. Cây có thể phát triển ở độ cao hơn 1000 m.
Lá non có vị chát nhẹ, có thể dùng làm rau ăn sống. Vỏ có nhiều xơ được dùng trộn với dầu cây chai xảm thuyền rất bền.
Cây nhân giống bằng hột.
Mủ và vỏ cây sắn lưới dùng để nhuộm bìa sách và lưới thuyền.

## Thành phần hóa học
Lá sắn thuyền chứa tinh dầu, chất nhựa, chất nhầy và tanin. Quả có các hợp chất phenol, các glycosid petunidin và malvidin. Hai hợp chất này khi thủy phân cho petunidin và malvidin. Trong hoa có kaempferol và các hợp chất triterpen.

## Phân bố
Sắn thuyền phân bố ở Campuchia, Indonesia, Malaysia, Brunei, Thái Lan, Myanmar, Việt Nam.

## Bài thuốc
- Theo Nam dược thần hiệu của Tuệ Tĩnh:

Trị đi tiêu ra máu lượng lớn: vỏ sắn thuyền, vỏ củ nâu, vỏ cây vải, vỏ cây sung, vỏ cây duối, vỏ rụt, củ gấu mỗi thứ 20-30g, nấu sắc uống.
Trẻ em đi tiêu lỏng: vỏ sắn thuyền phơi khô tán bột, cho uống 2-8g.
- Theo kinh nghiệm dân gian:

Đầy bụng, sôi bụng, tiêu lỏng: lá sắn thuyền non một nắm, giã nhỏ, chiêu nước cho uống.
Vết thương đang chảy máu: lá non giã nhuyễn đắp và buộc lại.
Vết mổ không liền miệng, chảy nước: lá sắn thuyền giã nát, uống nước, bã đắp vào vết mổ. Làm liên tục một tuần.
Loét dạ dày: lá sắn thuyền rửa sạch, nhai ăn. Làm liên tục một tuần.
Đỉa chui vào âm hộ phụ nữ: lá sắn thuyền một nắm to, thái nhỏ, nước 600ml. Đun sôi kỹ, lấy ra 100ml cho uống, còn lại ngồi xổm xông âm hộ.
Họng viêm, ho rát: lá sắn thuyền một nắm, lá nhọ nồi một nắm, tất cả rửa sạch, giã nhỏ, ép lấy nước cốt rồi pha thêm 20 ml mật ong, quấy đều. Súc miệng trước khi đi ngủ.